# فیگارو
فیگارو (به فرانسوی: Le Figaro) از قدیمی‌ترین و سرشناس‌ترین روزنامه‌های صبح فرانسوی‌زبان و از پرآوازه‌ترین نشریات جهان است که در پاریس منتشر می‌شود. خط مشی سیاسی این روزنامه بر پایه اصول محافظه‌کاری است و از حامیان فعال حزب سیاسی اتحاد برای جنبش مردمی است که با شمارگان بین ۴۰۰ تا ۷۰۰ هزار نسخه در روز منتشر می‌شود.

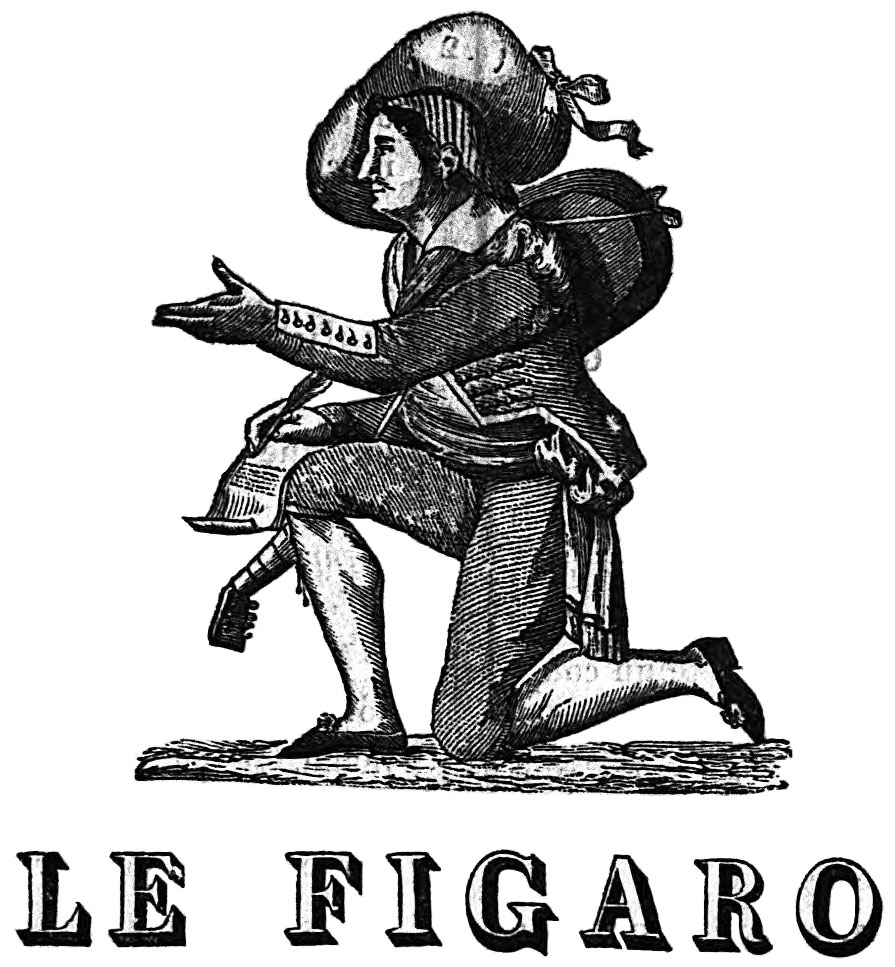
نشان‌واره فیگارو در ۱۸۶۲

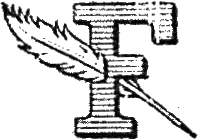
نشان‌واره فیگارو در ۱۹۲۰